# Filip Kořínek
Filip Kořínek (* 9. října 1973 Praha) je český politik a podnikatel, od roku 2020 zastupitel Středočeského kraje (zvolený jako nestraník za hnutí STAN), od roku 2010 starosta města Černošice (zvolený jako nezávislý za subjekt „Věci černošické“), majitel konzultační společnosti a místopředseda Svazku obcí Region Dolní Berounka.

## Život
Vyrůstal ve Všenorech, mezi lety 1991 až 1995 vystudoval Institut Ekonomických Studií na Fakultě Sociálních Věd  tehdy vedené Prof. Michalem Mejstříkem. Během studia působil na U.S. Commercial Service při americké ambasádě v Praze a absolvoval studijní pobyt na Sorbonne Université. 
Po ukončení studia byl hlavním iniciátorem založení spolku absolventů IES FSV UK Alumni.  
Ještě při studiích založil konzultační společnost EasyLink Business Services věnující se výzkumu trhu a asistenci při výběru obchodních partnerů pro zahraniční společnosti, která v tuto chvíli pokrývá několik zemí střední a východní Evropy. V roce 2000 se oženil s Miss cvičitelkou 1993 Vendulkou Benešovou. Spolu vychovávají syna a dceru. 

## Politické působení
V roce 2003 se přestěhoval se ženou do Černošic, kde byl rozhořčen způsoby vládnutí tehdejšího městského zastupitelstva. Pomáhal proto založit nové lokální politické uskupení Věci černošické, se kterým se v roce 2006 nejprve dostali jako opoziční zastupitelé na radnici Černošic. Poté v roce 2010 komunální volby vyhráli a Filip Kořínek se stal starostou města. 
Kromě výrazného obratu správy obce směrem k transparentnosti byl jedním z ústředních hybatelů výstavby Haly Věry Čáslavské , či rekonstrukce nové budovy radnice.
Byl vyhlášen Komunálním politikem roku 2016 v kategorii Sport a veřejné zdraví.
Filip Kořínek působí také jako místopředseda Svazku obcí Region Dolní Berounky.  Post starosty obhájil v komunálních volbách 2014, 2018 a 2022. Od roku krajských voleb v roce 2020 je zastupitelem Středočeského kraje a předsedou dozorčí rady ve společnosti Krajská správa a údržba silnic Středočeského kraje. V krajských volbách v roce 2024 svůj mandát obhájil.